# لي بيكوك
لي بيكوك (بالإنجليزية: Lee Peacock)‏ (9 أكتوبر 1976 في المملكة المتحدة - ) هو لاعب كرة قدم بريطاني في مركز الوسط. شارك مع منتخب اسكتلندا تحت 21 سنة لكرة القدم. أما مع النوادي، فقد لعب مع سويندون تاون وشيفيلد وينزداي وغريمسبي تاون ومانشستر سيتي ونادي بريستول سيتي ونادي كارلايل يونايتد ونادي مانسفيلد تاون وهافانت أند ووترلوفيل وEastleigh F.C. ‏.

## وصلات خارجية
- لي بيكوك على موقع قاعدة بيانات كرة القدم.إي يو (الإنجليزية)
- لي بيكوك على موقع Soccerbase.com (لاعب) (الإنجليزية)